# Vrbovec (potok)
Vrbovec je potok v Jihomoravském kraji v Česku, na území města Brna. Je dlouhý 8,2 km, plocha povodí činí asi 16 km² a vlévá se do Svratky jako pravostranný přítok.

## Průběh toku
Potok se orientuje převážně východním směrem, na jeho toku se ale nachází několik výrazných zahloubených meandrů. Pramenem je Helenčina studánka nacházející se v přírodním parku Podkomorské lesy, zhruba 2 km severozápadně od Žebětína, v nadmořské výšce 433 metrů, v katastru Bystrce, mezi vrchy Kopeček a Lipový vrch. Potok míří na území Žebětína, jehož zástavbu míjí ze severu. Po necelých 2 kilometrech protéká přírodní památkou Žebětínský rybník, kde napájí stejnojmennou vodní plochu. Teče kolem Vrboveckého mlýna a o něco dále, na území městské části Bystrc, tvoří severní hranici přírodní památky Pekárna, za níž podtéká takzvanou „Hitlerovu“ dálnici. Po necelých 2 kilometrech, kdy protéká Údolím oddechu mezi Bystrcí a oborou Holedná, ústí v nadmořské výšce 209 metrů do řeky Svratky jako její pravostranný přítok na říčním kilometru 53,9.

## Varianta názvu
Na mapě stabilního katastru nese potok název Drbovec.

## Galerie

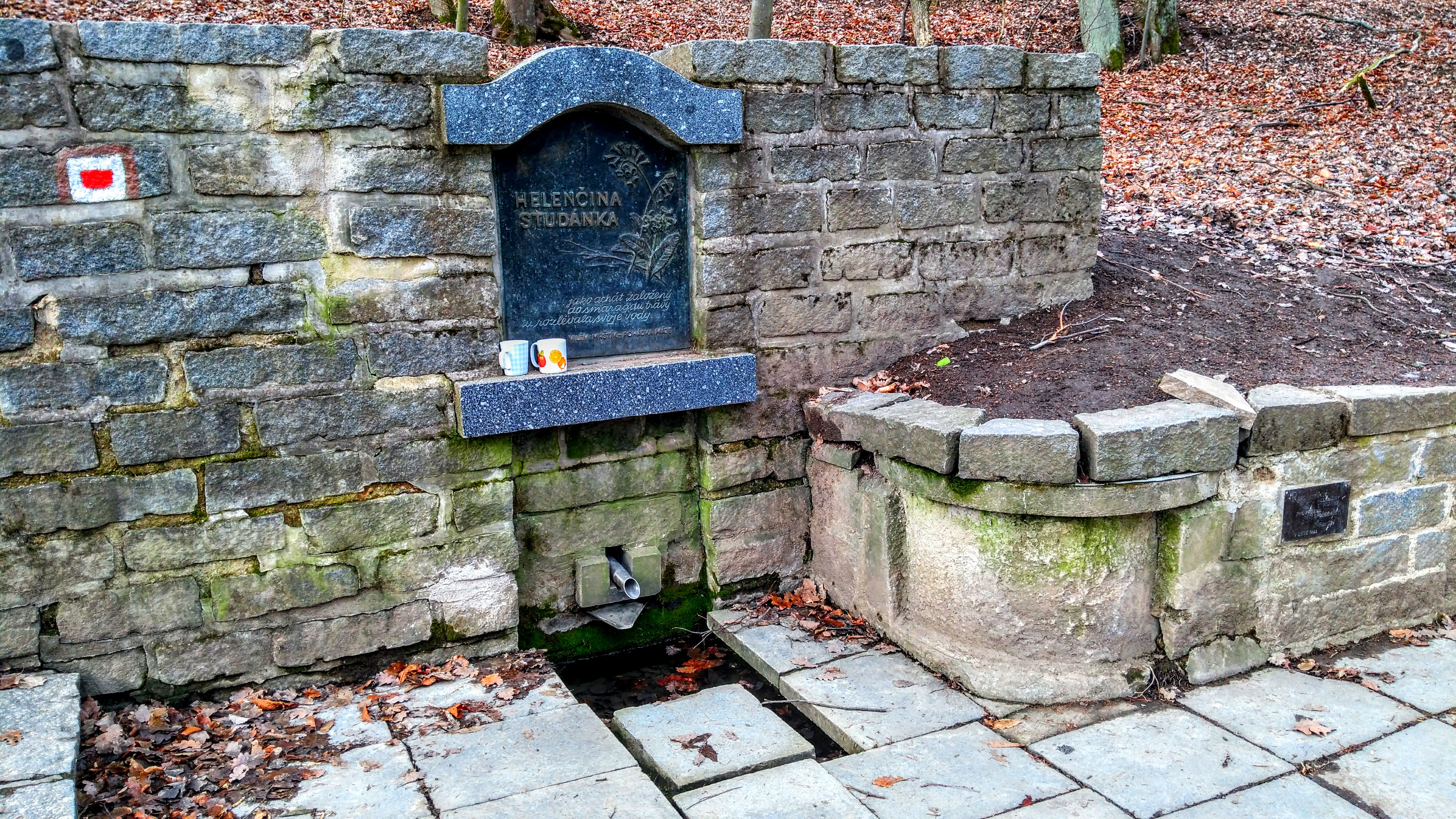
Helenčina studánka, pramen Vrbovce
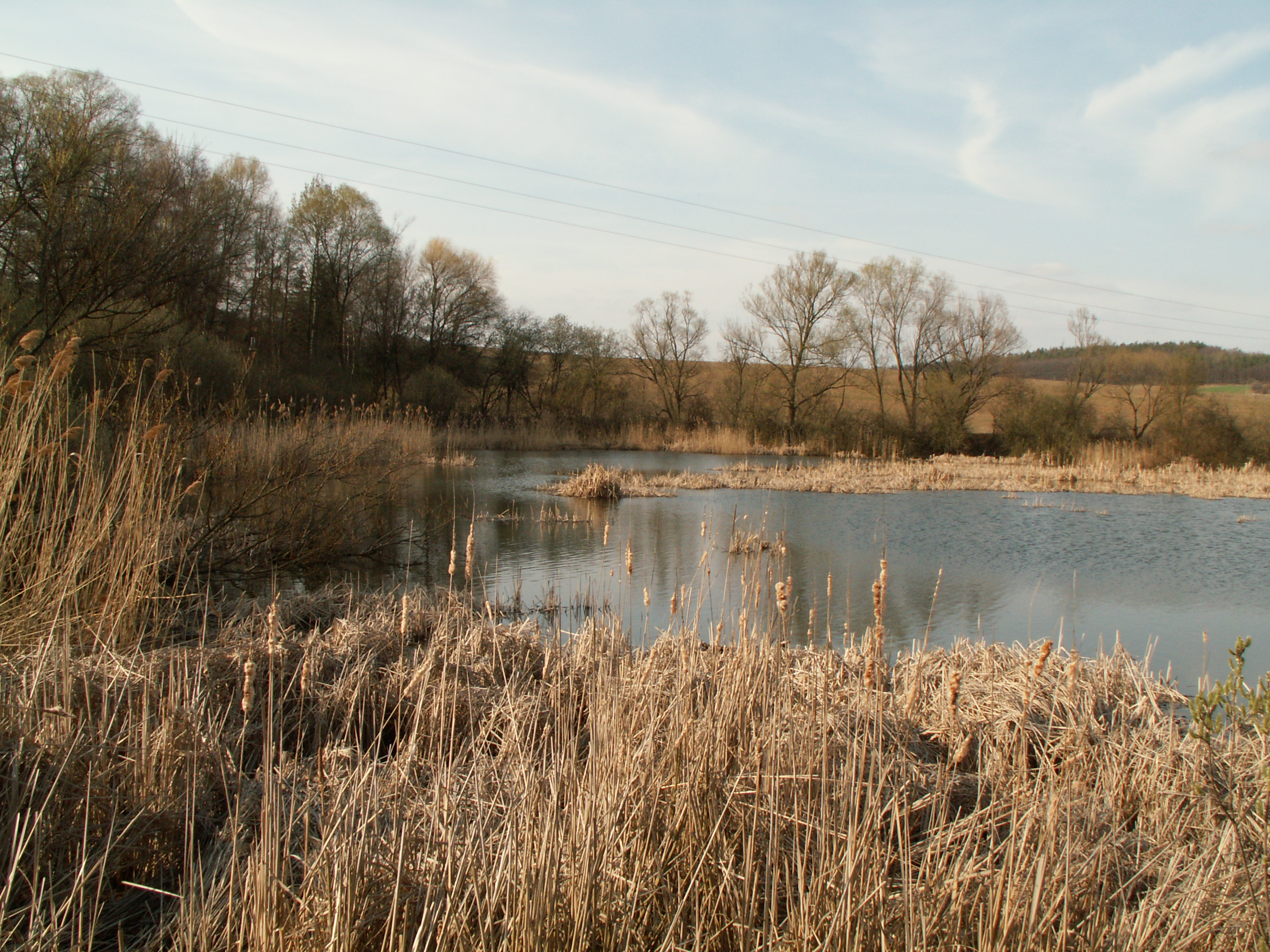
PP Žebětínský rybník
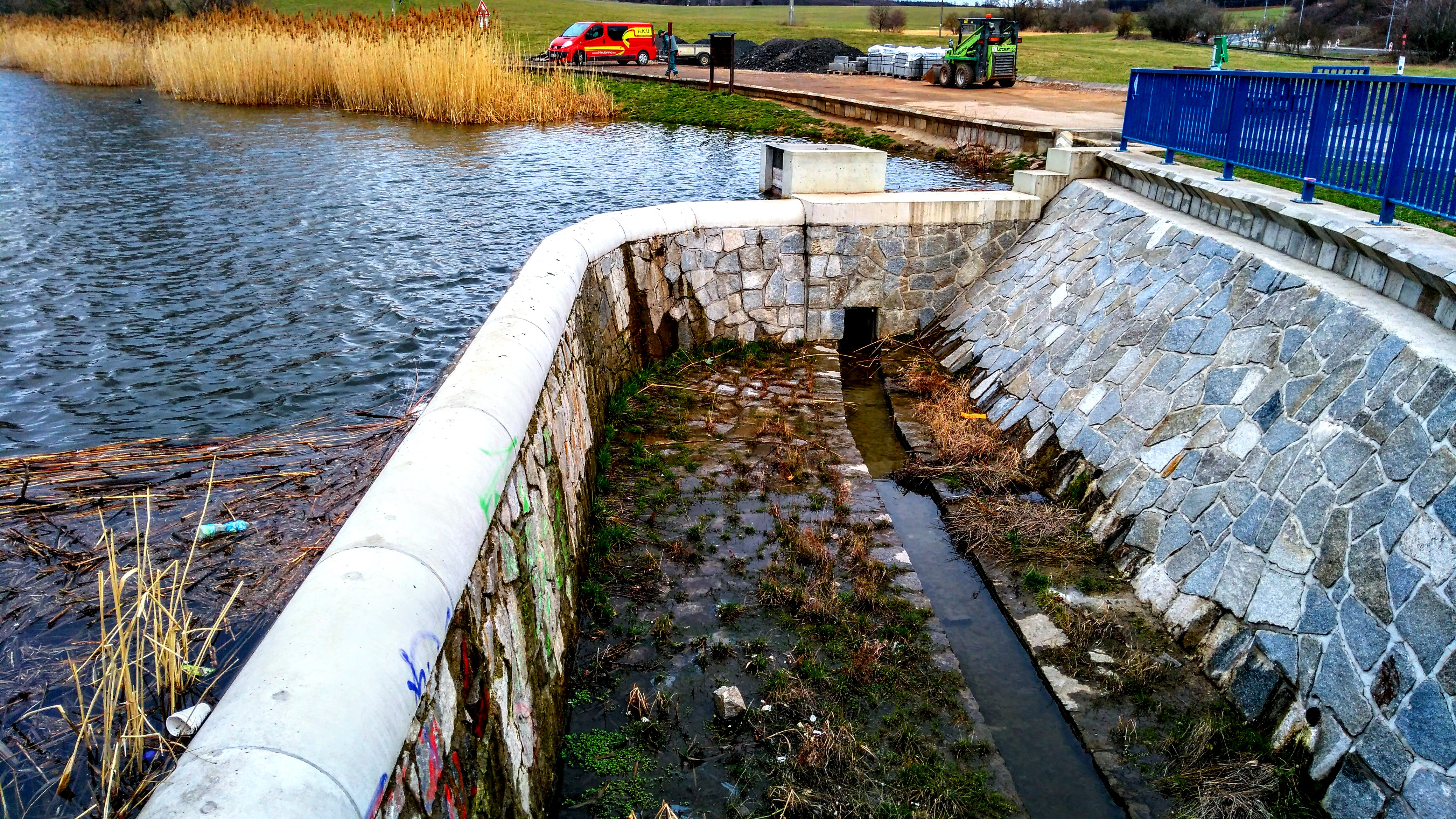
Přeliv Žebětínského rybníka
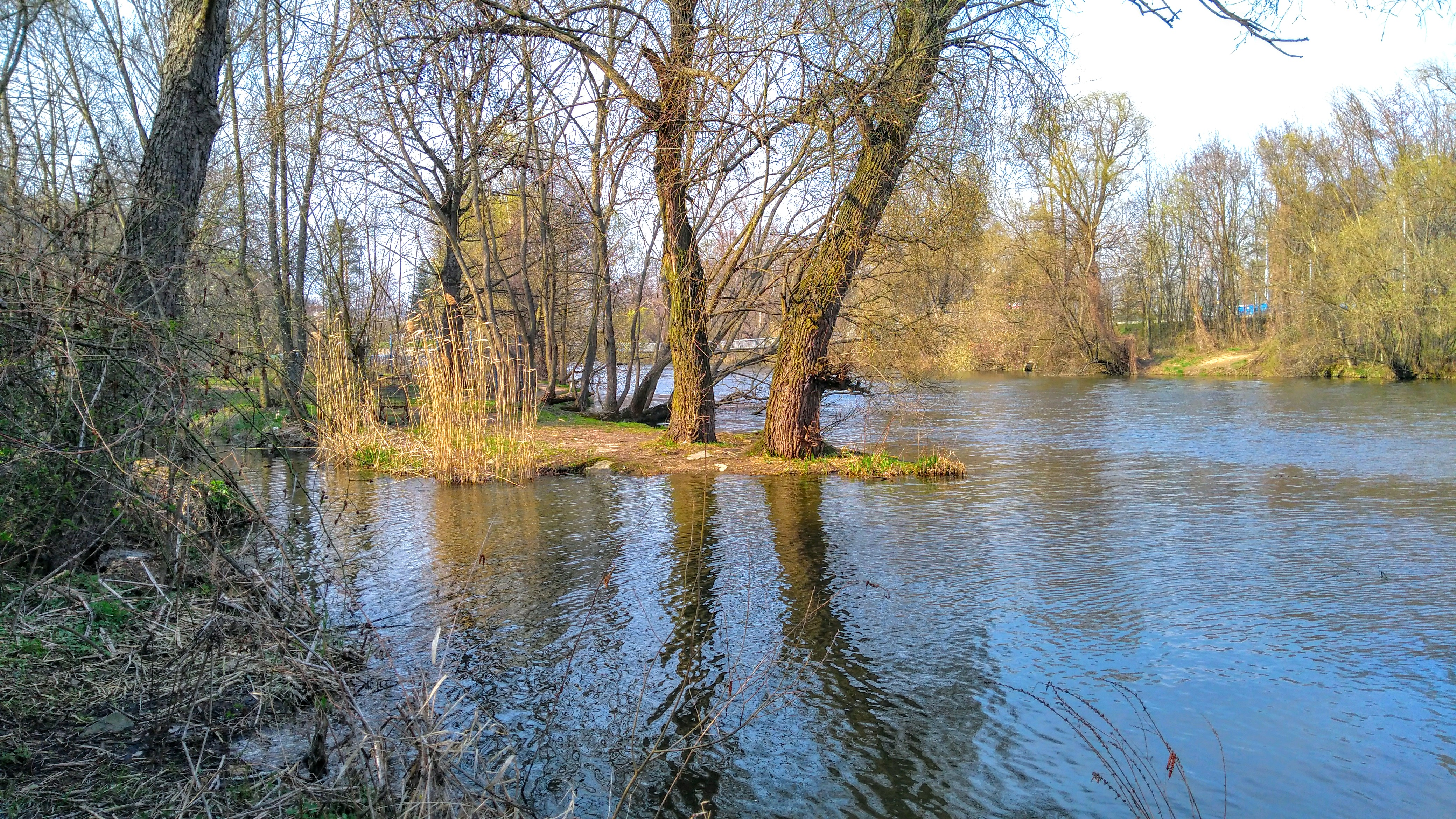
Ústí do Svratky